# Seznam dirkačev v motociklizmu (N)
- Shinya Nakano
- Godfrey Nash
- Billie Nelson
- Kim Newcombe
- Angel Nieto
- Fonsi Nieto
- Pablo Nieto